# Bonjor (Tretep)
Bonjor is een bestuurslaag in het regentschap Temanggung van de provincie Midden-Java, Indonesië. Bonjor telt 1924 inwoners (volkstelling 2010).